# Национальный институт прикладных наук Лиона
Institut national des sciences appliquées de Lyon (INSA Lyon) – это большая французская школа и инженерная школа. Университет расположен на территории кампуса La Doua - LyonTech, в кластере научно-технических университетов и Grandes Ecoles. Отель La Doua расположен в Виллербанне, пригороде Лиона.
Школа была основана в 1957 году для подготовки высококвалифицированных инженеров, поддержки непрерывного образования и проведения исследований. Пятилетняя учебная программа направлена на подготовку инженеров, обладающих человеческими качествами и хорошо разбирающихся в основных областях науки и техники. Студенты могут получить докторскую степень по окончании 5-летней учебной программы. Выпускников INSA в Лионе называют Insaliens.

## Знаменитые выпускники
- Габар, Франсуа, французский профессиональный яхтсмен
- Дюверже, Брюно, французский политик, депутат Национального собрания Франции